# Route 74 (Terre-Neuve-et-Labrador)
Pour les articles homonymes, voir Route 74.
La route 74 est une route tertiaire de la province de Terre-Neuve-et-Labrador, située dans l'est de l'île de Terre-Neuve, sur la péninsule d'Avalon. Elle est une route faiblement empruntée, reliant la région de Carbonear à Heart's Content et à la baie Trinity. De plus, elle mesure 16 kilomètres, est nommée Heart's Content Highway, et est une route asphaltée sur l'entièreté de son tracé.

## Tracé
La 74 débute 3 kilomètres au nord-nord-ouest de Carbonear, sur la route 70, près de la baie de la Conception. Elle se dirige vers le nord-ouest en ne traversant une seule communauté sur ses 16 kilomètres, Halfway House. Cette région est plutôt isolée et boisée. Elle se termine à Heart's Content, sur la route 80, tout près de la baie Trinity.

## Attraits
- Heart's Content Community Museum
- Victoria Hydro Electric Museum

## Communautés traversées
- Heart's Content
- Halfway House
- Victoria